# Anton Dreher
Anton Dreher starší (7. června 1810 ve Schwechatu u Vídně – 27. prosince 1863 Schwechat) byl rakouský podnikatel v pivovarnictví, který uvedl moderní typ ležáku.

## Biografie
Vaření piva se učil u mistra Meichla v rodinném pivovaru. V roce 1836 převzal podnik a v roce 1840/1841 vyvinul metodu zdola kvašeného piva – Schwechater Lagerbier. Tento typ piva si získal velkou popularitu, nejprve ve Vídni a později po celém světě. V roce 1860 zakoupil Dreher velkostatek Měcholupy, kam patřily i Deštnice a Sádek. Jeho syn Anton Dreher mladší (1849–1921) převzal podnik 21. března 1870 (předtím ho sedm let měli na starosti dva správci, protože ještě nebyl plnoletý) a pokračoval ve vývoji a rozšiřování pivovaru a začal exportovat ležák i za oceán.
Angažoval se i v politice. Byl poslancem Dolnorakouského zemského sněmu a roku 1861 se stal i poslancem Říšské rady (zastupoval kurii venkovských obcí, obvod Bruck an der Leitha), kde setrval až do své smrti.